# Campeonato Uruguaio de Futebol de 2017
O Campeonato Uruguaio de Futebol de 2017 foi a 114ª edição do campeonato de clubes uruguaios da primeira divisão. O torneio foi iniciado em 4 de fevereiro e teve término em 10 de dezembro. O campeão foi o Peñarol. Após onze temporadas disputadas com início no meio de um ano e encerramento no meio do ano seguinte e mais uma temporada de transição, a Associação Uruguaia de Futebol decidiu voltar ao formato tradicional, com cada temporada disputada ao longo de um ano.

## Sistema de disputa
Esta edição está sendo disputada em três torneios: Apertura, Intermedio e Clausura. Na Apertura, as dezesseis equipes se enfrentarão em sistema de todos contra todos, totalizando quinze jogos por clube. Com base na classificação da Apertura, as equipes disputarão o Torneio Intermedio em dois grupos (posições ímpares em um grupo e pares no outro). Os vencedores de cada grupo se enfrentarão em final única para definir o campeão do torneio. Na sequência, será disputada a Clausura, idêntica à Apertura, mas com a inversão dos mandos de campo.
Para definir o campeão uruguaio de 2017, os campeões dos torneios Apertura e Clausura se enfrentarão em uma semifinal. O vencedor da disputa enfrentará o líder da tabela geral da competição, que inclui a soma dos pontos dos três torneios disputados. Caso uma mesma equipe vença os torneios Apertura e Clausura, não haverá disputa de semifinal. Se uma mesma equipe vencer a semifinal e for a líder da tabela geral, não haverá disputa de final.
O vencedor do Torneio Intermedio enfrentará o campeão uruguaio em uma nova competição criada pela AUF, a Supercopa Uruguaia. Se o campeão uruguaio também tiver vencido o Intermedio, enfrentará o vice-campeão desse torneio na Supercopa.
O campeão uruguaio e o vice-campeão (ou o 2º colocado na tabela geral, caso não haja final) terão vaga na fase de grupos da CONMEBOL Libertadores de 2018. As equipes que ficarem em 3º e 4º lugares na tabela geral também se classificarão a essa competição, mas entrarão na fase preliminar. O vencedor do Torneio Intermedio se classificará para a CONMEBOL Sul-Americana de 2018, além das equipes que ficarem em 5º, 6º e 7º lugares na tabela geral. Se o vencedor do Intermedio estiver entre os classificados para a Libertadores, o 8º colocado na tabela geral terá vaga na Sul-Americana.

## Equipes participantes
| Equipe               | Cidade                | Estádio                | Em 2016      | Títulos    |
| -------------------- | --------------------- | ---------------------- | ------------ | ---------- |
| Boston River         | Montevidéu            | Parque José Nasazzi    | 6º           | não possui |
| Cerro                | Montevidéu            | Luis Trócolli          | 7º           | não possui |
| Danubio              | Montevidéu            | Jardines del Hipódromo | 3º           | 4          |
| Defensor Sporting    | Montevidéu            | Luis Franzini          | 4º           | 4          |
| El Tanque Sisley     | Montevidéu            | Campeones Olímpicos    | 1º (Segunda) | não possui |
| Fénix                | Montevidéu            | Parque Capurro         | 9º           | não possui |
| Juventud             | Las Piedras           | Parque Artigas         | 11º          | não possui |
| Liverpool            | Montevidéu            | Belvedere              | 5º           | não possui |
| Montevideo Wanderers | Montevidéu            | Parque Viera           | 2º           | 3          |
| Nacional             | Montevidéu            | Gran Parque Central    | 1º           | 46         |
| Peñarol              | Montevidéu            | Campeón del Siglo      | 14º          | 48         |
| Plaza Colonia        | Colônia do Sacramento | Prof. Alberto Suppici  | 15º          | não possui |
| Racing               | Montevidéu            | Parque Osvaldo Roberto | 8º           | não possui |
| Rampla Juniors       | Montevidéu            | Olímpico               | 13º          | 1          |
| River Plate          | Montevidéu            | Parque Saroldi         | 10º          | não possui |
| Sud América          | Montevidéu            | Parque Palermo         | 12º          | não possui |

## Torneio Apertura
- Finalizado em 14 de maio de 2017 [3]

| Pos | Equipes              | Pts | J  | V  | E | D  | GM | GS | SG  | Classificação ou rebaixamento    |
| --- | -------------------- | --- | -- | -- | - | -- | -- | -- | --- | -------------------------------- |
| 1   | Defensor Sporting    | 36  | 15 | 11 | 3 | 1  | 25 | 13 | +12 | Semifinal do Campeonato Uruguaio |
| 2   | Nacional             | 35  | 15 | 11 | 2 | 2  | 26 | 15 | +11 |                                  |
| 3   | Peñarol              | 28  | 15 | 7  | 7 | 1  | 29 | 12 | +17 |                                  |
| 4   | Cerro                | 25  | 15 | 7  | 4 | 4  | 26 | 18 | +8  |                                  |
| 5   | Boston River         | 23  | 15 | 7  | 2 | 6  | 21 | 15 | +6  |                                  |
| 6   | Montevideo Wanderers | 22  | 15 | 7  | 1 | 7  | 26 | 24 | +2  |                                  |
| 7   | Rampla Juniors       | 21  | 15 | 6  | 3 | 6  | 20 | 23 | –3  |                                  |
| 8   | Danubio              | 19  | 15 | 4  | 7 | 4  | 17 | 16 | +1  |                                  |
| 9   | El Tanque Sisley     | 19  | 15 | 6  | 1 | 8  | 20 | 29 | –9  |                                  |
| 10  | River Plate          | 18  | 15 | 4  | 6 | 5  | 14 | 17 | –3  |                                  |
| 11  | Fénix                | 16  | 15 | 4  | 4 | 7  | 21 | 20 | +1  |                                  |
| 12  | Racing               | 15  | 15 | 4  | 3 | 8  | 16 | 23 | –7  |                                  |
| 13  | Liverpool            | 15  | 15 | 3  | 6 | 6  | 14 | 23 | –9  |                                  |
| 14  | Juventud             | 14  | 15 | 3  | 5 | 7  | 19 | 24 | –5  |                                  |
| 15  | Plaza Colonia        | 14  | 15 | 3  | 5 | 7  | 16 | 22 | –6  |                                  |
| 16  | Sud América          | 9   | 15 | 2  | 3 | 10 | 18 | 34 | –16 |                                  |

## Torneio Intermedio
- Finalizado em 8 de julho de 2017 [4]

### Grupo A
| Pos | Equipes           | Pts | J | V | E | D | GM | GS | SG  | Classificação ou rebaixamento |
| --- | ----------------- | --- | - | - | - | - | -- | -- | --- | ----------------------------- |
| 1   | Defensor Sporting | 17  | 7 | 5 | 2 | 0 | 15 | 7  | +8  | Final do Torneio Intermedio   |
| 2   | Peñarol           | 16  | 7 | 5 | 1 | 1 | 17 | 7  | +10 |                               |
| 3   | Rampla Juniors    | 11  | 7 | 3 | 2 | 2 | 7  | 8  | -1  |                               |
| 4   | Boston River      | 10  | 7 | 3 | 1 | 3 | 9  | 9  | 0   |                               |
| 5   | Fénix             | 9   | 7 | 2 | 3 | 2 | 8  | 10 | -2  |                               |
| 6   | Plaza Colonia     | 6   | 7 | 1 | 3 | 3 | 4  | 9  | -5  |                               |
| 7   | Liverpool         | 5   | 7 | 1 | 2 | 4 | 7  | 10 | -3  |                               |
| 8   | El Tanque Sisley  | 2   | 7 | 0 | 2 | 5 | 6  | 13 | -7  |                               |

### Grupo B
| Pos | Equipes              | Pts | J | V | E | D | GM | GS | SG  | Classificação ou rebaixamento |
| --- | -------------------- | --- | - | - | - | - | -- | -- | --- | ----------------------------- |
| 1   | Nacional             | 19  | 7 | 6 | 1 | 0 | 16 | 5  | +11 | Final do Torneio Intermedio   |
| 2   | Montevideo Wanderers | 17  | 7 | 5 | 2 | 0 | 9  | 3  | +6  |                               |
| 3   | Racing               | 13  | 7 | 4 | 1 | 2 | 8  | 6  | +2  |                               |
| 4   | Cerro                | 8   | 7 | 2 | 2 | 3 | 7  | 8  | -1  |                               |
| 5   | Juventud             | 6   | 7 | 1 | 3 | 3 | 5  | 8  | -3  |                               |
| 6   | Danubio              | 5   | 7 | 1 | 2 | 4 | 5  | 9  | -4  |                               |
| 7   | Sud América          | 5   | 7 | 1 | 2 | 4 | 6  | 11 | -5  |                               |
| 8   | River Plate          | 3   | 7 | 0 | 3 | 4 | 5  | 11 | -6  |                               |

### Final
| 16 de julho   | Defensor Sporting | 0 –1      | Nacional            | Estádio Centenario, Montevidéu |
| 16:00 (UTC−3) |                   | Relatório | Rodrigo Aguirre 69' | Árbitro: URU Leodán González   |

| Defensor | Nacional |

## Torneio Clausura
Atualizado 2 de outubro de 2017
| Pos | Equipes              | Pts | J  | V  | E | D  | GM | GS | SG  | Classificação ou rebaixamento    |
| --- | -------------------- | --- | -- | -- | - | -- | -- | -- | --- | -------------------------------- |
| 1   | Peñarol              | 42  | 15 | 14 | 0 | 1  | 39 | 7  | +32 | Semifinal do Campeonato Uruguaio |
| 2   | Defensor Sporting    | 33  | 15 | 10 | 3 | 2  | 27 | 17 | +10 |                                  |
| 3   | Nacional             | 29  | 15 | 9  | 2 | 4  | 29 | 15 | +14 |                                  |
| 4   | River Plate          | 24  | 15 | 6  | 6 | 3  | 23 | 16 | +7  |                                  |
| 5   | Sud América          | 22  | 15 | 6  | 4 | 5  | 26 | 24 | +2  |                                  |
| 6   | Danubio              | 20  | 15 | 5  | 5 | 5  | 18 | 24 | -6  |                                  |
| 7   | Cerro                | 20  | 15 | 6  | 2 | 7  | 17 | 24 | -7  |                                  |
| 8   | Boston River         | 19  | 15 | 5  | 4 | 6  | 13 | 15 | -2  |                                  |
| 9   | Rampla Juniors       | 18  | 15 | 4  | 6 | 5  | 15 | 19 | -4  |                                  |
| 10  | Fénix                | 17  | 15 | 4  | 5 | 6  | 17 | 17 | 0   |                                  |
| 11  | Liverpool            | 17  | 15 | 5  | 2 | 8  | 23 | 25 | -2  |                                  |
| 12  | Racing               | 17  | 15 | 4  | 5 | 6  | 18 | 22 | -4  |                                  |
| 13  | Montevideo Wanderers | 16  | 15 | 4  | 4 | 7  | 21 | 26 | -5  |                                  |
| 14  | El Tanque Sisley     | 16  | 15 | 3  | 7 | 5  | 15 | 22 | -7  |                                  |
| 15  | Juventud             | 11  | 15 | 3  | 2 | 10 | 14 | 28 | -14 |                                  |
| 16  | Plaza Colonia        | 9   | 15 | 2  | 3 | 10 | 12 | 26 | -14 |                                  |

## Classificação geral
Atualizado 2 de outubro de 2017
| Pos | Equipe               | PG | J  | V  | E  | D  | GP | GC | SG  | Classificação ou rebaixamento                    |
| --- | -------------------- | -- | -- | -- | -- | -- | -- | -- | --- | ------------------------------------------------ |
| 1   | Peñarol              | 86 | 37 | 26 | 8  | 3  | 85 | 26 | +59 | Decisão do título do Campeonato Uruguaio         |
| 2   | Defensor Sporting    | 86 | 37 | 26 | 8  | 3  | 67 | 37 | +30 | Decisão do título do Campeonato Uruguaio         |
| 3   | Nacional             | 83 | 37 | 26 | 5  | 6  | 71 | 35 | +36 | Fase Preliminar da CONMEBOL Libertadores de 2018 |
| 4   | Montevideo Wanderers | 55 | 37 | 16 | 7  | 14 | 56 | 53 | +5  | Fase Preliminar da CONMEBOL Libertadores de 2018 |
| 5   | Cerro                | 53 | 37 | 15 | 8  | 14 | 50 | 50 | +4  | Classificados à CONMEBOL Sul-Americana de 2018   |
| 6   | Boston River         | 52 | 37 | 15 | 7  | 15 | 43 | 39 | +4  | Classificados à CONMEBOL Sul-Americana de 2018   |
| 7   | Rampla Juniors       | 50 | 37 | 13 | 11 | 13 | 42 | 50 | -8  | Classificados à CONMEBOL Sul-Americana de 2018   |
| 8   | Danubio              | 46 | 37 | 10 | 14 | 3  | 40 | 49 | -9  | Classificados à CONMEBOL Sul-Americana de 2018   |
| 9   | River Plate          | 45 | 37 | 10 | 15 | 12 | 42 | 44 | -2  |                                                  |
| 10  | Racing               | 45 | 37 | 12 | 9  | 16 | 42 | 51 | -9  |                                                  |
| 11  | Fénix                | 42 | 37 | 10 | 12 | 15 | 46 | 47 | -1  |                                                  |
| 12  | Liverpool            | 37 | 37 | 9  | 10 | 18 | 44 | 58 | -14 |                                                  |
| 13  | El Tanque Sisley     | 37 | 37 | 9  | 10 | 18 | 41 | 64 | -23 |                                                  |
| 14  | Sud América          | 35 | 37 | 9  | 9  | 19 | 50 | 69 | -19 |                                                  |
| 15  | Juventud             | 31 | 37 | 7  | 10 | 20 | 38 | 60 | -22 |                                                  |
| 16  | Plaza Colonia        | 29 | 37 | 6  | 11 | 20 | 32 | 57 | -25 |                                                  |

## Fase final
|  | Semifinal         | Semifinal |  |  | Final   | Final |  |
|  |                   |           |  |  |         |       |  |
|  |                   |           |  |  |         |       |  |
|  | Defensor Sporting | 0(2)      |  |  |         |       |  |
|  | Peñarol           | 0(4)      |  |  |         |       |  |
|  |                   |           |  |  |         |       |  |
|  |                   |           |  |  | Peñarol |       |  |
|  |                   |           |  |  | Peñarol |       |  |
|  |                   |           |  |  |         |       |  |

Como o Peñarol e o Defensor Sporting empataram em número de pontos, foi necessária uma partida-desempate, que foi vencida pelo Peñarol por 1 x 0.

## Premiação
| Campeonato Uruguaio 2017     |
| Uruguai                      |
| ---------------------------- |
| Peñarol Campeão (49º título) |

## Estatísticas

### Artilharia
| Pos | Jogador     | Equipe       | Gols |
| --- | ----------- | ------------ | ---- |
| 1   | Diego Gurri | Boston River | 4    |